# Fußball-Club 08 Homburg/Saar 1996-1997
Questa voce raccoglie le informazioni riguardanti il Fußball-Club 08 Homburg/Saar nelle competizioni ufficiali della stagione 1996-1997.

## Stagione
Nella stagione 1996-1997 l'Homburg, allenato da Ulrich Sude, concluse il campionato di Regionalliga ovest-sudovest all'8º posto.

## Rosa
| N. |                     | Ruolo | Calciatore       |
| -- | ------------------- | ----- | ---------------- |
|    | Georgia (bandiera)  | P     | Nika Chkheidze   |
|    | Germania (bandiera) | P     | Peter Eich       |
|    | Germania (bandiera) | P     | Oliver Theis     |
|    | Germania (bandiera) | D     | Markus Berndt    |
|    | Senegal (bandiera)  | D     | Dame Diouf       |
|    | Croazia (bandiera)  | D     | Nenad Drljača    |
|    | Germania (bandiera) | D     | Bernd Eichmann   |
|    | Germania (bandiera) | D     | Carsten Mathes   |
|    | Germania (bandiera) | D     | Christian Preuße |
|    | Germania (bandiera) | D     | Volker Ruoff     |
|    | Brasile (bandiera)  | D     | Sandro Becker    |
|    | Croazia (bandiera)  | D     | Raphael Susic    |
|    | Ghana (bandiera)    | D     | Anthony Tiéku    |
|    | Germania (bandiera) | D     | Torsten Wruck    |
|    | Egitto (bandiera)   | C     | Mohamed Azima    |
|    | Germania (bandiera) | C     | Olivier Caillas  |

| N. |                                 | Ruolo | Calciatore             |
| -- | ------------------------------- | ----- | ---------------------- |
|    | Bosnia ed Erzegovina (bandiera) | C     | Dimitrije Dimitrijevic |
|    | Italia (bandiera)               | C     | Martino Gatti          |
|    | Georgia (bandiera)              | C     | Kakhaber Katcharava    |
|    | Ucraina (bandiera)              | C     | Anatoli Mushinka       |
|    | Bosnia ed Erzegovina (bandiera) | C     | Sanel Nuhic            |
|    | Ucraina (bandiera)              | C     | Alexander Ogorodnik    |
|    | Romania (bandiera)              | C     | Teo Rus                |
|    | Serbia (bandiera)               | C     | Slaven Stanic          |
|    | Germania (bandiera)             | C     | Jan Walle              |
|    | Nigeria (bandiera)              | A     | Peter Anyiloibi        |
|    | Benin (bandiera)                | A     | Léon Bessan            |
|    | Liberia (bandiera)              | A     | Arthur Farh            |
|    | Germania (bandiera)             | A     | Markus Hummel          |
|    | Germania (bandiera)             | A     | Lars Knobloch          |
|    | Germania (bandiera)             | A     | Steffen Koch           |
|    | Ghana (bandiera)                | A     | Edward Sarpei          |

## Organigramma societario
Area tecnica
- Allenatore: Ulrich Sude
- Allenatore in seconda:
- Preparatore dei portieri:
- Preparatori atletici:
- Analisi video:

## Calciomercato

### Sessione estiva
| Acquisti | Acquisti            | Acquisti             | Acquisti |
| R.       | Nome                | da                   | Modalità |
| -------- | ------------------- | -------------------- | -------- |
| A        | Markus Hummel       | Borussia Neunkirchen |          |
| A        | Peter Anyiloibi     | Modèle Lomé          |          |
| C        | Mohamed Azima       | Vorwärts Steyr       |          |
| A        | Arthur Farh         | Kickers Stoccarda    |          |
| C        | Martino Gatti       | TeBe Berlino         |          |
| C        | Kakhaber Katcharava | TeBe Berlino         |          |
| D        | Anthony Tiéku       | FSG Schiffweiler     |          |
| C        | Jan Walle           | TeBe Berlino         |          |

| Cessioni | Cessioni        | Cessioni          | Cessioni |
| R.       | Nome            | a                 | Modalità |
| -------- | --------------- | ----------------- | -------- |
| A        | Adriano         | Saarbrücken       |          |
| C        | Rezo Arveladze  | Malines           |          |
| A        | Rudi Collins    | Wacker Burghausen |          |
| D        | Michael Kostner | Colonia           |          |
| C        | Giorgi Nemsadze | Trabzonspor       |          |
| C        | Sachar Theres   | Wacker Burghausen |          |

## Risultati

### Regionalliga ovest-sudovest

#### Girone di andata
| Arbitro: | Buchkremer |

|          |           |           |
| Maaß 77’ | Marcatori | 15’ Walle |

| Homburg 4 agosto 1996, ore 15:00 CEST 2ª giornata | Homburg | 0 – 0 referto | Wattenscheid 09 | Waldstadion Homburg (1 200 spett.)\| Arbitro: \| Insam \| |
| Arbitro:                                          | Insam   |               |                 |                                                           |

| Arbitro: | Orde |

|              |           |                                                |
| Renkhoff 74’ | Marcatori | 10’ Mushinka 27’, 90’ Katcharava 68’, 76’ Farh |

| Arbitro: | Werthmann |

|                        |           |                         |
| Mushinka 11’ Ruoff 82’ | Marcatori | 37’ Guzik 50’, 70’ Lieg |

| Arbitro: | Gruse |

|           |           |                                         |
| Kohns 29’ | Marcatori | 36’ Mushinka 47’ Katcharava 81’ Drljača |

| Homburg 31 agosto 1996, ore 15:00 CEST 6ª giornata | Homburg | 0 – 0 referto | Remscheid | Waldstadion Homburg (1 000 spett.)\| Arbitro: \| Webers \| |
| Arbitro:                                           | Webers  |               |           |                                                            |

| Arbitro: | Engler |

|                                              |           |                          |
| Lämmermann 23’ Vanderbroeck 36’ Feinbier 45’ | Marcatori | 82’ Mushinka 90’ Drljača |

| Arbitro: | Wick |

|                       |           |  |
| Drljača 23’ Nuhic 90’ | Marcatori |  |

| Arbitro: | Hotop |

|                                          |           |  |
| Raschke 49’, 71’ Schmidt 84’ Zuraski 89’ | Marcatori |  |

| Arbitro: | Albers |

|  |           |                     |
|  | Marcatori | 48’ Milde 82’ Weber |

| Arbitro: | Hülsenbeck |

|                                               |           |                     |
| Lässig 1’ (rig.), 54’ (rig.) Heß 5’ Flick 72’ | Marcatori | 21’ Gatti 30’ Susic |

| Arbitro: | Liedtke |

|           |           |  |
| Wruck 26’ | Marcatori |  |

| Arbitro: | Gettke |

|                |           |             |
| Katcharava 30’ | Marcatori | 37’ Adriano |

| Arbitro: | Haupt |

|            |           |                                       |
| Kuhnen 88’ | Marcatori | 45’ Mushinka 49’ Gatti 83’ Katcharava |

| Arbitro: | Fandel |

|              |           |                            |
| Eichmann 85’ | Marcatori | 19’, 61’ Goulet 90’ Meinke |

| Arbitro: | Weber |

|             |           |              |
| Janssen 22’ | Marcatori | 32’ Eichmann |

| Arbitro: | Dardenne |

|                         |           |            |
| Katcharava 43’ Farh 89’ | Marcatori | 33’ Deffke |

#### Girone di ritorno
| Arbitro: | Thiemer |

|                            |           |  |
| Farh 45’, 56’ Mushinka 66’ | Marcatori |  |

| Arbitro: | Berg |

|  |           |                      |
|  | Marcatori | 50’ Wruck 82’ Stanic |

| Arbitro: | Milic |

|                |           |                   |
| Katcharava 37’ | Marcatori | 31’ (rig.) Matena |

| Arbitro: | Kestermann |

|            |           |          |
| Scharf 60’ | Marcatori | 45’ Farh |

| Arbitro: | Kortholt |

|               |           |  |
| Katcharava 2’ | Marcatori |  |

| Arbitro: | Blüthgen |

|                   |           |                   |
| Krämer 47’ (rig.) | Marcatori | 3’, 51’ Anyiloibi |

| Arbitro: | Plettenberg |

|                                        |           |                            |
| Anyiloibi 42’, 52’ Diouf 62’ Susic 90’ | Marcatori | 24’, 33’ Lochen 44’ Thiele |

| Arbitro: | Margenberg |

|           |           |  |
| Geise 90’ | Marcatori |  |

| Arbitro: | Berg |

|          |           |          |
| Susic 5’ | Marcatori | 77’ Walz |

| Arbitro: | Engler |

|                      |           |  |
| Weber 14’ Bieber 26’ | Marcatori |  |

| Arbitro: | Wick |

|  |           |                                |
|  | Marcatori | 44’ Burkhart 48’ (rig.) Lässig |

| Arbitro: | Jonsson |

|             |           |                                                    |
| Gaugler 51’ | Marcatori | 40’ Diouf 52’ Mushinka 65’ Farh 73’ (rig.) Drljača |

| Arbitro: | Kinhöfer |

|                        |           |  |
| Zibert 73’ (rig.), 83’ | Marcatori |  |

| Arbitro: | Prengel |

|           |           |                        |
| Walle 46’ | Marcatori | 45’ Muchka 61’ Thömmes |

| Arbitro: | Kuhl |

|                             |           |           |
| N'Diaye 33’, 49’ Goulet 88’ | Marcatori | 55’ Walle |

| Arbitro: | Briesch |

|  |           |           |
|  | Marcatori | 70’ Papic |

| Ahlen 8 giugno 1997, ore 15:00 CEST 34ª giornata | LR Ahlen | 0 – 0 referto | Homburg | Glückaufkampfbahn (820 spett.)\| Arbitro: \| Willems \| |
| Arbitro:                                         | Willems  |               |         |                                                         |

## Statistiche

### Statistiche di squadra
| Competizione | Punti | In casa | In casa | In casa | In casa | In casa | In casa | In trasferta | In trasferta | In trasferta | In trasferta | In trasferta | In trasferta | Totale | Totale | Totale | Totale | Totale | Totale | DR |
| Competizione | Punti | G       | V       | N       | P       | Gf      | Gs      | G            | V            | N            | P            | Gf           | Gs           | G      | V      | N      | P      | Gf     | Gs     | DR |
| ------------ | ----- | ------- | ------- | ------- | ------- | ------- | ------- | ------------ | ------------ | ------------ | ------------ | ------------ | ------------ | ------ | ------ | ------ | ------ | ------ | ------ | -- |
| Regionalliga | 45    | 17      | 6       | 5       | 6       | 20      | 20      | 17           | 6            | 4            | 7            | 27           | 27           | 34     | 12     | 9      | 13     | 47     | 47     | 0  |
| Totale       | 45    | 17      | 6       | 5       | 6       | 20      | 20      | 17           | 6            | 4            | 7            | 27           | 27           | 34     | 12     | 9      | 13     | 47     | 47     | 0  |

### Andamento in campionato
| Giornata  | 1 | 2  | 3 | 4  | 5 | 6 | 7  | 8 | 9  | 10 | 11 | 12 | 13 | 14 | 15 | 16 | 17 | 18 | 19 | 20 | 21 | 22 | 23 | 24 | 25 | 26 | 27 | 28 | 29 | 30 | 31 | 32 | 33 | 34 |
| --------- | - | -- | - | -- | - | - | -- | - | -- | -- | -- | -- | -- | -- | -- | -- | -- | -- | -- | -- | -- | -- | -- | -- | -- | -- | -- | -- | -- | -- | -- | -- | -- | -- |
| Luogo     | T | C  | T | C  | T | C | T  | C | T  | C  | T  | C  | C  | T  | C  | T  | C  | C  | T  | C  | T  | C  | T  | C  | T  | C  | T  | C  | T  | T  | C  | T  | C  | T  |
| Risultato | N | N  | V | P  | V | N | P  | V | P  | P  | P  | V  | N  | V  | P  | N  | V  | V  | V  | N  | N  | V  | V  | V  | P  | N  | P  | P  | V  | P  | P  | P  | P  | N  |
| Posizione | 6 | 11 | 4 | 10 | 5 | 6 | 11 | 7 | 10 | 12 | 13 | 11 | 11 | 8  | 10 | 10 | 9  | 7  | 7  | 7  | 7  | 7  | 6  | 6  | 7  | 7  | 7  | 8  | 7  | 8  | 8  | 8  | 8  | 8  |

Legenda:

Luogo: C = Casa; T = Trasferta. Risultato: V = Vittoria; N = Pareggio; P = Sconfitta.

### Statistiche dei giocatori
| P. Anyiloibi    | 16 | 4 | 0 | 0 |
| M. Azima        | 8  | 0 | 0 | 0 |
| S. Becker       | 8  | 0 | 0 | 1 |
| M. Berndt       | 1  | 0 | 0 | 0 |
| L. Bessan       | 8  | 0 | 0 | 1 |
| O. Caillas      | 4  | 0 | 0 | 0 |
| N. Chkheidze    | 7  | 0 | 0 | 0 |
| D. Dimitrijevic | 23 | 0 | 4 | 0 |
| D. Diouf        | 17 | 2 | 3 | 2 |
| N. Drljača      | 24 | 4 | 1 | 1 |
| P. Eich         | 27 | 0 | 2 | 0 |
| B. Eichmann     | 26 | 2 | 1 | 1 |
| A. Farh         | 29 | 7 | 2 | 1 |
| M. Gatti        | 25 | 2 | 0 | 1 |
| M. Hummel       | 14 | 0 | 1 | 0 |
| K. Katcharava   | 17 | 8 | 3 | 1 |
| L. Knobloch     | 2  | 0 | 0 | 0 |
| S. Koch         | 7  | 0 | 1 | 0 |
| C. Mathes       | 8  | 0 | 0 | 0 |
| A. Mushinka     | 29 | 7 | 5 | 1 |
| S. Nuhic        | 7  | 1 | 0 | 0 |
| A. Ogorodnik    | 4  | 0 | 0 | 0 |
| C. Preuße       | 29 | 0 | 2 | 0 |
| V. Ruoff        | 1  | 1 | 0 | 0 |
| T. Rus          | 16 | 0 | 2 | 0 |
| E. Sarpei       | 23 | 0 | 1 | 0 |
| S. Stanic       | 27 | 1 | 0 | 1 |
| R. Susic        | 20 | 3 | 0 | 1 |
| O. Theis        | 1  | 0 | 0 | 0 |
| A. Tiéku        | 0  | 0 | 0 | 0 |
| J. Walle        | 20 | 3 | 2 | 0 |
| T. Wruck        | 18 | 2 | 1 | 0 |